# Burchard III van Zwaben
Burchard III van Saksen (circa 906/915 - 11 of 12 november 973) was markgraaf in Raetia, graaf in Thurgau en Zürichgau en van 954 tot aan zijn dood hertog van Zwaben. Hij behoorde tot het huis der Burchardijnen.

## Levensloop
Burchard III was een zoon van hertog Burchard II van Zwaben uit diens huwelijk met ene Regelinda. Vermoed wordt dat hij na het overlijden van zijn vader in 926 naar Saksen werd gebracht en daar moedwillig werd uitgehuwelijkt aan Wieltrud, een lid van het huis Immedingen, om de regering van de nieuwe hertog Herman I niet te verstoren.
Van 950 tot 954 was Liudolf, zoon van keizer Otto I de Grote van het Oost-Frankische Rijk en schoonzoon van Herman van Zwaben, hertog van Zwaben. Na een vergeefse opstand tegen zijn vader verloor Liudolf zijn hertogdom, dat in 954 in de Rijksdag van Arnstadt aan Burchard werd beleend. Zijn verwantschap met Adelheid van Bourgondië, de echtgenote van Otto, zou daarbij een bepalende rol hebben gespeeld.
Burchard behoorde tot de kring van vertrouwelingen en metgezellen rond Otto I de Grote, met wie hij in augustus 955 meevocht in de Slag op het Lechveld en die hij ook op zijn Italiëtochten begeleidde. In 965 kreeg hij de opdracht om Otto's derde Italiëtocht tegen koning Berengarius II te leiden. Burchard zege in de Slag bij Po verzekerde Otto's macht in de Longobardische hertogdommen in Zuid-Italië en maakte in 972 hun integratie in het Heilige Roomse Rijk mogelijk.
Na de dood van zijn eerste echtgenote huwde Burchard in 954 met Hedwig (935/945-994), dochter van hertog Hendrik I van Beieren. Met haar stichtte hij in 970 het Benedictijnenklooster op de berg Hohentwiel. Burchard III overleed in 973 en werd bijgezet in de later verdwenen Erasmuskapel in de Abdij van Reichenau. Na zijn dood wees keizer Otto II het hertogdom Zwaben toe aan Otto I, de zoon van Burchards voorganger Liudolf.

## Nakomelingen
Burchard III en zijn eerste echtgenote Wieltrud zouden vijf kinderen hebben gekregen:
- Bertha, huwde met Waldered, een lid van het huis Immedingen.
- Diederik I (overleden in 982), mogelijk stamvader van het huis Wettin.
- Burchard IV (overleden in 982), graaf in Hassegouw en Liesgouw.
- Herman
- Hamelrik

Zijn tweede huwelijk bleef vermoedelijk kinderloos.